# Overstrand (Cabo Occidental)
Overstrand es un municipio local sudafricano situado en el distrito de Overberg, en la provincia de Cabo Occidental.

## Superficie
Overstrand tiene una superficie de 1675 km².

## Demografía
En 2022, tenía 132 495 habitantes, una densidad poblacional de 79,12 hab./km², y 59 980 viviendas.